# Campeonato Mundial de Atletismo de 2015 - Salto em distância masculino
A prova do salto em distância masculino do Campeonato Mundial de Atletismo de 2015 foi disputada entre 24 e 25 de agosto no Estádio Nacional de Pequim, em Pequim.

## Recordes
Antes desta competição, os recordes mundiais e do campeonato nesta prova eram os seguintes:
| Tipo                  | Atleta      | Distância | Local  | Data                 | Ref |
| --------------------- | ----------- | --------- | ------ | -------------------- | --- |
|                       | Mike Powell | 8.95      | Tóquio | 30 de agosto de 1991 | ver |
| Recorde do campeonato | Mike Powell | 8.95      | Tóquio | 30 de agosto de 1991 | ver |

## Medalhas
| Ouro                  | Prata                  | Bronze            |
| Greg Rutherford (GBR) | Fabrice Lapierre (AUS) | Wang Jianan (CHN) |

## Cronograma
Todos os horários são locais (UTC+8).
| Data         | Hora  | Evento        |
| ------------ | ----- | ------------- |
| 24 de agosto | 10:00 | Eliminatórias |
| 25 de agosto | 19:25 | Final         |

## Resultados

### Eliminatórias
Qualificação: 8,15 m (Q) e pelo menos 12 melhores (q) avançam para a final. 
| Colocação | Grupo | Atleta                  | Nacionalidade   | #1   | #2   | #3   | Marca | Notas |
| --------- | ----- | ----------------------- | --------------- | ---- | ---- | ---- | ----- | ----- |
| 1         | B     | Jeff Henderson          | Estados Unidos  | 8.36 |      |      | 8.36  | Q     |
| 2         | B     | Greg Rutherford         | Grã-Bretanha    | x    | 8.25 |      | 8.25  | Q     |
| 3         | B     | Michael Hartfield       | Estados Unidos  | x    | 8.13 | –    | 8.13  | q     |
| 4         | A     | Wang Jianan             | China           | 8.12 | 8.02 | –    | 8.12  | q     |
| 5         | B     | Gao Xinglong            | China           | 7.00 | 8.11 | –    | 8.11  | q     |
| 6         | B     | Li Jinzhe               | China           | 8.07 | 8.10 | –    | 8.10  | q     |
| 7         | A     | Kafétien Gomis          | França          | x    | 7.66 | 8.09 | 8.09  | q     |
| 8         | A     | Aleksandr Menkov        | Rússia          | x    | 7.96 | 8.08 | 8.08  | q     |
| 9         | B     | Sergey Polyanskiy       | Rússia          | 7.87 | 8.06 | x    | 8.06  | q     |
| 10        | B     | Tyrone Smith            | Bermudas        | 7.72 | 8.01 | 8.03 | 8.03  | q     |
| 11        | B     | Fabrice Lapierre        | Austrália       | 8.03 | x    | x    | 8.03  | q     |
| 12        | A     | Radek Juška             | Chéquia         | x    | 7.50 | 7.98 | 7.98  | q     |
| 13        | B     | Godfrey Khotso Mokoena  | África do Sul   | x    | 7.98 | x    | 7.98  |       |
| 14        | B     | Fabian Heinle           | Alemanha        | x    | x    | 7.96 | 7.96  |       |
| 15        | B     | Emiliano Lasa           | Uruguai         | 7.95 | x    | x    | 7.95  |       |
| 16        | A     | Yohei Sugai             | Japão           | 7.92 | 7.60 | 7.89 | 7.92  |       |
| 17        | A     | Kanstantsin Barycheuski | Bielorrússia    | 7.89 | x    | 7.76 | 7.89  |       |
| 18        | A     | Dan Bramble             | Grã-Bretanha    | x    | 7.83 | x    | 7.83  |       |
| 19        | A     | Zarck Visser            | África do Sul   | x    | 7.79 | 7.78 | 7.79  |       |
| 20        | B     | Rushwahl Samaai         | África do Sul   | 7.68 | 7.79 | 7.69 | 7.79  |       |
| 21        | A     | Marquis Dendy           | Estados Unidos  | x    | 7.78 | x    | 7.78  |       |
| 22        | B     | Ignisious Gaisah        | Países Baixos   | x    | 7.77 | 7.71 | 7.77  |       |
| 23        | A     | Maykel Demetrio Massó   | Cuba            | 7.70 | 7.04 | 7.28 | 7.70  |       |
| 24        | A     | Alyn Camara             | Alemanha        | 7.45 | x    | 7.66 | 7.66  |       |
| 25        | A     | Ahmed Fayez Al-Dosari   | Arábia Saudita  | 7.63 | 7.24 | 7.19 | 7.63  |       |
| 26        | A     | Damar Forbes            | Jamaica         | 7.61 | 7.62 | 7.61 | 7.62  |       |
| 27        | A     | Higor Alves             | Brasil          | 7.60 | x    | x    | 7.60  |       |
| 28        | B     | Waisale Dausoko         | Fiji            | x    | 6.89 | x    | 6.89  |       |
|           | B     | Alexsandro de Melo      | Brasil          | x    | x    | x    | NM    |       |
|           | B     | Ifeanye Otuonye         | Turcas e Caicos | x    | x    | x    | NM    |       |
|           | A     | Michel Tornéus          | Suécia          | x    | x    | x    | NM    |       |
|           | A     | Quincy Breell           | Aruba           | x    | x    | x    | NM    |       |

### Final
A final ocorreu às 19:25.
| Colocação         | Atleta            | Nacionalidade  | #1   | #2   | #3   | #4   | #5   | #6   | Marca | Notas |
| ----------------- | ----------------- | -------------- | ---- | ---- | ---- | ---- | ---- | ---- | ----- | ----- |
| Medalha de ouro   | Greg Rutherford   | Grã-Bretanha   | x    | 8.29 | x    | 8.41 | –    | –    | 8.41  | SB    |
| Medalha de prata  | Fabrice Lapierre  | Austrália      | x    | 7.85 | 8.10 | x    | 8.20 | 8.24 | 8.24  | SB    |
| Medalha de bronze | Wang Jianan       | China          | 8.14 | 8.18 | 8.08 | x    | x    | 6.27 | 8.18  |       |
| 4                 | Gao Xinglong      | China          | 8.14 | 7.87 | 7.85 | x    | 7.95 | 8.02 | 8.14  | SB    |
| 5                 | Li Jinzhe         | China          | 7.69 | x    | 8.09 | x    | 8.10 | x    | 8.10  |       |
| 6                 | Aleksandr Menkov  | Rússia         | 8.02 | x    | 7.98 | x    | x    | x    | 8.02  |       |
| 7                 | Kafétien Gomis    | França         | x    | x    | 8.02 | 7.57 | x    | 7.80 | 8.02  |       |
| 8                 | Sergey Polyanskiy | Rússia         | 7.89 | 7.97 | x    | x    | x    | x    | 7.97  |       |
| 9                 | Jeff Henderson    | Estados Unidos | x    | 7.95 | x    |      |      |      | 7.95  |       |
| 10                | Tyrone Smith      | Bermudas       | x    | 7.79 | x    |      |      |      | 7.79  |       |
| 11                | Radek Juška       | Chéquia        | 7.55 | 7.57 | x    |      |      |      | 7.57  |       |
| 12                | Michael Hartfield | Estados Unidos | x    | x    | x    |      |      |      | NM    |       |

Legenda
| Recorde mundial       | Recorde mundial (World record)               |                       | Recorde africano                      | Recorde africano (African) |                                           | Q | Classificado por posição (Qualified) |
| Recorde do campeonato | Recorde do campeonato (Championship record)  | Recorde da América    | Recorde da América (Americas)         | q                          | Classificado por melhor tempo (Qualified) |   |                                      |
| Melhor marca do ano   | Melhor marca do ano (World leading)          | Recorde asiático      | Recorde asiático (Asian)              | DNS                        | Não largou (Did not start)                |   |                                      |
| Recorde nacional      | Recorde nacional (National record)           | Recorde europeu       | Recorde europeu (European)            | DNF                        | Não terminou (Did not finish)             |   |                                      |
| Recorde pessoal       | Recorde pessoal do atleta (Personal best)    | Recorde da Oceania    | Recorde da Oceania (Oceania)          | DSQ / DQ                   | Desclassificado (Disqualified)            |   |                                      |
| Recorde da temporada  | Recorde da temporada do atleta (Season best) | Recorde sul-americano | Recorde sul-americano (South America) | NM                         | Sem marca (No mark)                       |   |                                      |